# زواج المثليين في كيريتارو
زواج المثليين غير قانوني في الولاية المكسيكية كيريتارو. يتم إجراء زواج المثليين في بعض البلديات في الولاية. بينما يحظر قانون الولاية الاعتراف بزواج المثليين، تصدر 8 من البلديات ال18 التي تشكل 60% من سكان الولاية تراخيص زواج المثليين. بالإضافة إلى ذلك، تسمح ولاية كيريتارو للأزواج المثليين بالتبني بشكل مشترك قانونيا.

## تاريخ
في 10 سبتمبر 2014، أعلن أن كونغرس الولاية سينظر في مشروع قانون الاتحاد المدني الذي صاغه أمين المظالم في الولاية، ميغيل نافا. تم صياغته في الأصل كمشروع قانون زواج المثليين، ثم تم تغييره فقط لإنشاء الاتحادات المدنية. في 28 نوفمبر 2014، أعلن لويس برناردو نافا غيريرو، رئيس اللجنة المشتركة للكونغرس، أنه سيتم تأجيل التشريع إلى عام 2015. في 4 فبراير 2016، وافقت الهيئة التشريعية للشباب 2016 على اقتراح، في تصويت 38 صوتا لصالح مقابل 8 أصوات ضد (38-8)، معربة عن تأييدها لزواج المثليين. في 13 يونيو 2016، أعلن إريك سالاس غونزاليس، رئيس كونغرس كيريتارو، أن الكونغرس سينتظر حتى يتم تشريع زواج المثليين على المستوى الفيدرالي قبل تغيير القانون المدني للولاية.
تم تقديم مشروع قانون جديد لزواج المثليين، المساكنة وتبني المثليين للأطفال من قبل حركة التجديد الوطنية إلى كونغرس كيريتارو في 19 ديسمبر 2018. وقال متحدث باسم حزب العمل الوطني، على الرغم من أن مشروع القانون "ليس على جدول الأعمال التشريعي للحزب"، ولكنه أعرب عن دعمه لتحليله ومناقشه. لدى حزب العمل الوطني أغلبية (12 من أصل 25 مقعدًا) في كونغرس كويريتارو.

### الأوامر القضائية
على الرغم من أن زواج المثليين غير قانوني، فقد سُمح لعدد من الأزواج المثليين بالزواج قانونيا في حالات فردية من خلال عملية تسمى ب الأوامر القضائية (بالإسبانية: recurso de amparo)‏.
في 28 فبراير 2014، تقدم اثنان من الأزواج المثليين بأمر قضائي للزواج. في يناير 2015، كان أحدهما، بعد الحصول على أمر قضائي، متزوجين. وقع أول حفل زواج مثلي في الولاية في أغسطس 2014 بين زوجتين مثليتين.
في 25 أغسطس 2014، تمت الموافقة على الأمر القضائي الثاني. نظرًا لأن المسؤولين لم يعترضوا على الحكم خلال فترة العشرة أيام التي ينص عليها القانون، كان من المقرر عقد الزواج في أكتوبر 2014. أقيم الحفل، في نفس السجل المدني الذي حرمهم سابقًا من الإذن، في 4 أكتوبر 2014. تم طلب الأمر القضائي الثالث للولاية في الأسبوع الأول من أكتوبر 2014.
تم الاحتفال بحالة زواج المثليين الثالثة في كيريتارو لزوجين مثليين من الرجال في 28 يناير 2015، وحدثت حالة أخرى لزواج المثليين في 31 يناير 2015.
في 23 نيسان/أبريل 2015، نجحت الدعوى القضائية المرفوعة في آب/أغسطس 2014 والتي شملت 55 من الأزواج المثليين بعد أن تم إعلان المادتين 137 و 273 من القانون المدني للولاية غير دستوريتين. تم تحديد أمر قضائي جماعي آخر في مايو 2015. وبحلول أكتوبر 2017، تم منح 13 أوامر قضائية في كيريتارو.

### البلديات
يمكن للأزواج المثليين الزواج في 8 من البلديات ال18، التي تشكل 60% من سكان الولاية، دون الحاجة إلى أمر قضائي. أعلن المسجل المدني في سانتياغو دي كيريتارو في 21 يوليو 2015 أن البلدية ستقوم بعقد زواج المثليين. تبعتها الآخرون في 4 يناير 2017.
- سانتياغو دي كيريتارو
- أميلكو دي بونفيل
- كاديريتا دي مونتيس
- إزكييل مونتس
- هويميلبان
- بيدرو إسكوبيدو
- سان خواكين
- توليمان

أعلنت بلديات كولون وكوريغيدورا و بينال دي أمولس في يناير 2017 أنها تطلب صراحة من الأزواج المثليين الحصول على أمر قضائي من أجل الزواج.

## الرأي العام
وجد استطلاع للرأي عام 2017 أجرته مؤسسة مجلس الاتصالات الاستراتيجية أن 54% من سكان كيريتارو يؤيدون زواج المثليين. كان 43% يعارضون ذلك.
وفقًا لمسح أجرته في عام 2018 أجراه المعهد الوطني للإحصاء والجغرافيا، عارض 32% من سكان كيريتارو زواج المثليين.